# اللؤلؤة السوداء

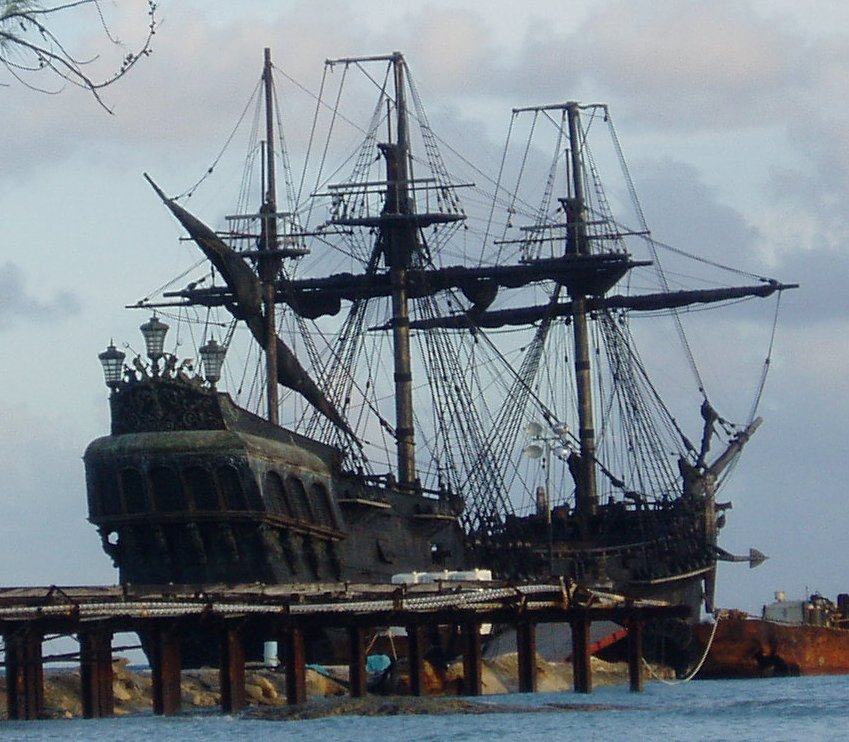
اللؤلؤة السوداء

اللؤلؤة السوداء سفينة خيالية، لعبت دورا هاما في سلسلة أفلام قراصنة الكاريبي، السفينة صنعت أصلا لتعمل في اسطول شركة الهند الشرقية، في عهد المسؤول اللورد كوتلر باكيت. سميت باللؤلؤة السوداء، لسواد لونها وأشرعتها. في ما بعد، انتشلها من قاع البحر القبطان ديفي جونز قبطان سفينة الهولندي الطائر، في صفقة أبرمها مع القبطان جاك سبارو على أن يكون الأخير قبطانا لها لمدة ثلاثة عشر عاما، بالمقابل، وبعد انتهاء الفترة، يقوم جاك سبارو بالخدمة تحت إمرة ديفي جونس لمدة مئة عام.
اشتهرت سفينة اللؤلؤة السوداء بكونها أسرع سفينة في البحر الكاريبي، وتفوقها على كل السفن الأخرى من حيث السرعة، وقد تسبقها من حيث السرعة فقط سفينة الهولندي الطائر، إذا كان إتجاه الإبحار بعكس الريح.